# Drahtkammer
Eine Drahtkammer (auch Vieldrahtkammer genannt) ist ein Detektor für ionisierende Strahlung, der unter anderem bei Beschleunigerexperimenten in der Elementarteilchenphysik genutzt wird. Neben der Anzeige des Vorhandenseins von ionisierender Strahlung (wie beim Geiger-Müller-Zählrohr) werden in der Drahtkammer auch die Flugbahnen der Teilchen bestimmt.
Der Vorteil der Drahtkammer gegenüber der Nebelkammer und der Blasenkammer liegt in der elektronischen Auswertbarkeit der erfassten Daten. Der Umweg über fotografische oder Video-Aufnahmen wie bei der Nebel- und Blasenkammer sowie bei der zuvor verwendeten Funkenkammer entfällt. Ebenfalls werden weitaus mehr Ereignisse je Zeitspanne erfasst.
Für die Entwicklung der Drahtkammer am CERN wurde der Nobelpreis für Physik 1992 an Georges Charpak vergeben.

## Funktionsweise

Drahtkammer mit Drähten (W) und Kathodenplatten (P). Die vom durchfliegenden Teilchen T durch Ionisation freigesetzte Ladung wird mit den Verstärkern A erfasst (Impulse am Ausgang)

Das Funktionsprinzip der Drahtkammer ähnelt dem des Proportionalzählrohrs. In einer mit Gas gefüllten Kammer befinden sich parallele Drähte, die auf positiver Hochspannung liegen. Ein Teilchen, das durch die Kammer fliegt, ionisiert entlang seiner Bahn das Gas, es kommt dadurch zwischen dem nächstgelegenen Draht und einer benachbarten Kathode zu einem elektrischen Strom. Während beim herkömmlichen Zählrohr nur ein Draht vorhanden ist und die Kathode als Rohr den Draht konzentrisch umgibt, besteht eine Drahtkammer aus vielen parallelen Drähten zwischen zwei Kathodenplatten. An jedem Draht werden die Stromimpulse getrennt abgenommen; damit lässt sich bestimmen, bei welchem Draht das Teilchen vorbeiflog. Teilt man die Kathode in schmale Streifen, die quer zu den Drähten laufen, und misst man auch den Strom an diesen Streifen, lässt sich feststellen, nahe welchem Kreuzungspunkt eines Drahts und eines Kathodenstreifens das Teilchen geflogen ist. Eine andere Möglichkeit, die Position des Teilchens in zwei Dimensionen zu bestimmen, liegt darin, zwei Drahtkammern mit zueinander gekreuzten Drähten übereinander zu montieren. Mit mehreren Lagen solcher Detektoren lassen sich die Teilchenbahnen auch dreidimensional rekonstruieren. Obwohl die Abstände zwischen den Drähten bzw. Kathodenstreifen im Bereich mehrerer Millimeter liegen, können die Teilchenbahnen mit Genauigkeiten von einigen zehntel mm bestimmt werden, indem die Impulse benachbarter Drähte bzw. Streifen verglichen werden.

Elektrisches Feld in einer Drahtkammer. Nahe den Drähten ist die Feldstärke sehr hoch (dichte Feldlinien)

Drahtkammern werden als Proportionalzähler (engl.: multi-wire proportional chamber, MWPC) betrieben: In der hohen elektrischen Feldstärke nahe den Anoden-Drähten werden die Elektronen beschleunigt; wenn sie auf Gasatome treffen, ionisieren sie diese. Dadurch werden wieder Elektronen freigesetzt, und es kommt so (je nach angelegter Spannung und Gasdruck) zu einer Verstärkung des Stroms um einen Faktor 103 bis 106 (Ladungslawine). Der Strom-Impuls ist also proportional zur ursprünglich erzeugten Ladung. Daraus kann auf die Teilchenart oder -energie geschlossen werden. Die angelegte Spannung ist im Gegensatz zum Geiger-Müller-Zählrohr zu gering (und der Gasdruck zu hoch), um eine selbständige Gasentladung zu zünden. Als Gas wird meistens ein Gemisch des Edelgases Argon (Hauptbestandteil) und eines weiteren Gases wie CO2 oder Methan bei einem Druck nahe 1 bar verwendet. Der Zusatz einer solchen gasförmigen Verbindung bewirkt kürzere Impulse, macht den Detektor also „schneller“, indem den driftenden freien Elektronen durch unelastische Streuung an den Molekülen etwas Energie entzogen und ihre Temperatur damit gesenkt wird. Er unterdrückt auch Ultraviolettstrahlung, die zu überzähligen Impulsen führen könnte.

## Driftkammer

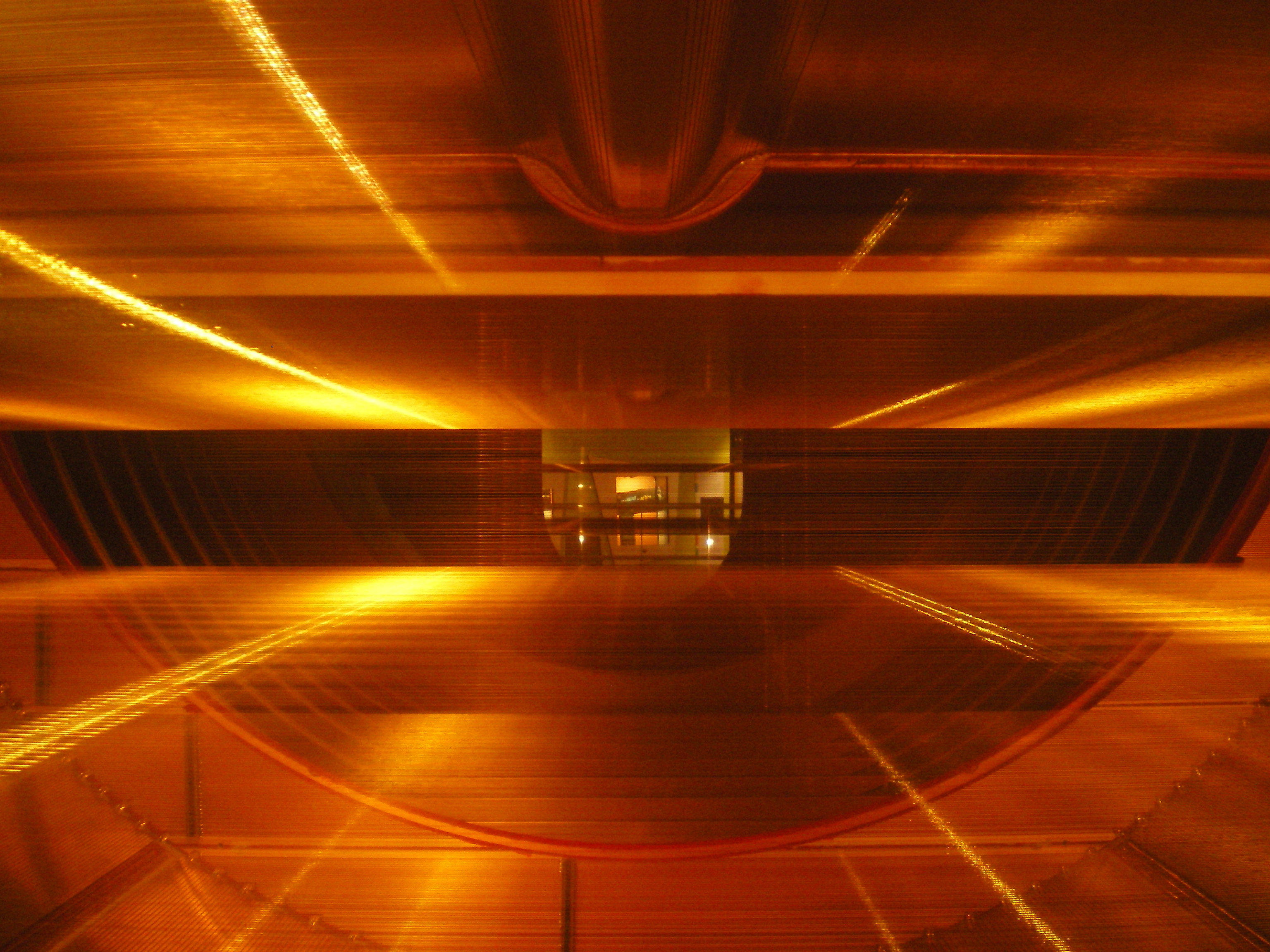
Blick in die zentrale Driftkammer des UA1-Detektors

Die Elektronen brauchen eine gewisse Zeit, um vom Ort der Ionisation in der Teilchenbahn zur Anode zu wandern (zu „driften“). Wenn man in speziellen Drahtkammern diese Zeit bestimmt, lässt sich der Abstand der Teilchenbahn von den Drähten messen und somit die Teilchenbahn mit hoher Genauigkeit bestimmen. Eine solche Anordnung wird als Driftkammer bezeichnet. Der Physiker Albert H. Walenta erfand zu Beginn der 1970er Jahre die Vieldraht-Driftkammer.
Um die Geschwindigkeit der Elektronen im Gas (Driftgeschwindigkeit) zu messen, gibt es spezielle Driftkammern, Velocity Drift Chambers (VDC) genannt, bei denen an bekannten Stellen Gasmoleküle ionisiert werden und dann die Driftzeit gemessen wird.

## Externes Magnetfeld
Um neben der Bahn der Teilchen auch deren Impuls (und damit bei bekannter Teilchenart die Energie) exakt bestimmen zu können, wird ein homogenes Magnetfeld senkrecht zur Bewegungsrichtung angelegt. Die Teilchen werden im Magnetfeld durch die Lorentzkraft abgelenkt. Aus der Krümmung der Bahnen wird der Impuls des Teilchens bestimmt (siehe Zyklotronradius). Da der Radius mit dem Teilchenimpuls wächst, kann die Krümmung mit steigendem Impuls (und damit höherer Teilchenenergie) allerdings immer weniger genau bestimmt werden. Daher eignet sich dieses Verfahren zur Energiebestimmung im Allgemeinen nicht bei hochenergetischen Teilchen.